# Roxandra Edling
Roxandra Edling (născută Sturdza; n. 12 octombrie 1786, Constantinopol, Imperiul Otoman – d. 16 ianuarie 1844, Odessa, Imperiul Rus) a fost o scriitoare, contesă și filantropă din Basarabia, Imperiul Rus.

## Biografie
Roxandra este membră a familiei Sturdza. A fost fiica primului guvernator al Basarabiei Scarlat Sturdza, sora diplomatului și publicistului Alexandru Sturdza și verișoara domnitorului Moldovei Mihail Sturza. A fost căsătorită cu contele Albert-Gaetan Edling (1774–1841). În decembrie 1812 pleacă în Germania, însoțind-o pe Elizaveta Alekseevna. La Weimar, Roxandra face cunoștință cu Goethe. În anii 1830 întreprinde o altă călătorie în Europa și cunoaște mai multe personalități.
A avut o rezonanță notorie în regalitatea vremii, fiind domnișoara de onoare a împărătesei Elizaveta, o persoană de încredere a împăratului Alexandru I al Rusiei și lansându-l în politică pe contele Capo d'Istria. A avut și o activitate filantropică prolifică. Împreună cu fratele său Alexandru, a ctitorit în 1828 biserica, casa pentru preoți, școala și spitalul din Mânzari, județul Tighina. La Odesa, printre altele, a înființat un orfelinat și a donat unei mănăstiri de bărbați. În 1829 a fondat Societatea de Binefacere a Femeilor, fiind unul din liderii mișcării feministe din Basarabia și sudul Imperiului Rus. Această societate a salvat mai multe vieți în timpul foametei din 1833 din Odesa.
Roxandra Edling a avut o activitate literară, excelând în domeniul epistolar și cel memorialistic. Din opera sa pot fi amintite lucrările Impresiile la 18 ani (Odesa, 1849), Memoires de la contesse Edling, née Stourdza, demoiselle d'honneur de Sa Majesté l'Impératrice Elisabeth Alexeevna (Moscova, 1888).